# Celkernoverdracht

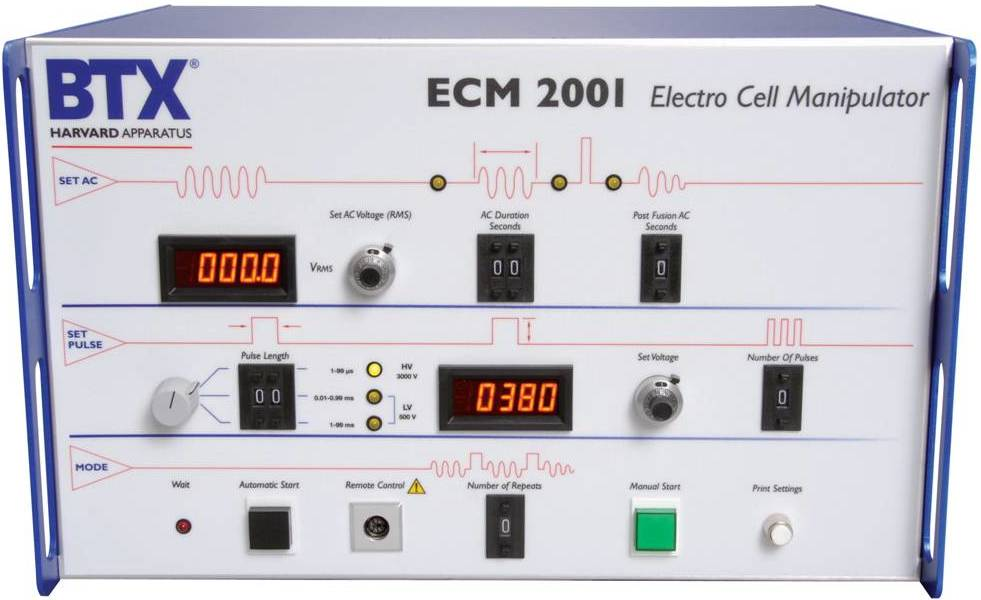
Een BTX ECM 2001 Elektrofusiegenerator gebruikt voor nucleaire overdrachtstoepassingen

Celkernoverdracht (ook wel nucleaire overdracht, celkerntransplantatie of nucleaire transfer) is een vorm van klonen. De methode omvat het verwijderen van het DNA uit een oöcyt (onbevruchte eicel) en het injecteren van de celkern die het te klonen DNA bevat. In zeldzame gevallen zal de nieuw geconstrueerde cel zich normaal delen, waarbij het nieuwe DNA wordt gerepliceerd terwijl het in een pluripotente toestand blijft. Als de gekloonde cellen in de baarmoeder van een vrouwelijk zoogdier worden geplaatst, ontwikkelt zich in zeldzame gevallen een gekloond organisme. Dit is hoe Dolly het Schaap en vele andere diersoorten werden gekloond. Koeien worden gewoonlijk gekloond om de koeien met de beste melkproductie te selecteren. Op 24 januari 2018 zouden voor het eerst twee klonen van apen met de techniek zijn gemaakt.
Desondanks heeft de lage efficiëntie van deze techniek sommige onderzoekers, met name Ian Wilmut, de maker van het gekloonde schaap Dolly, ertoe aangezet afstand van de techniek te nemen.

## Gereedschap en reagentia
Celkernoverdracht is een delicaat proces dat een groot struikelblok vormt in de ontwikkeling van kloontechnologie. De materialen die bij deze procedure worden gebruikt, zijn een microscoop, een vasthoudpipet (klein vacuüm) om de oöcyt op zijn plaats te houden, en een micropipet (haardunne naald) die de kern van een cel kan extraheren met behulp van een vacuüm. Bij sommige soorten, zoals de muis, wordt een boor gebruikt om de buitenste lagen van de eicel te doorboren.
Er worden verschillende chemische reagentia gebruikt om de kloonefficiëntie te verhogen. Microtubulusremmers, zoals nocodazol, worden gebruikt om de eicel in de M-fase te stoppen, waarbij het kernmembraan wordt opgelost. Er worden ook chemicaliën gebruikt om de activering van oöcyt te stimuleren. Bij het aanbrengen van deze chemicaliën wordt het membraan volledig opgelost.

## Somatische celkernoverdracht
Somatische celkerntransplantatie (SCNT) is het proces waarbij de kern van een oöcyt (eicel) wordt verwijderd en vervangen door de kern van een somatische (lichaams)cel (bijvoorbeeld huid-, hart- of zenuwcel). De twee entiteiten fuseren tot één en factoren in de oöcyt zorgen ervoor dat de somatische kern zich herprogrammeert naar een pluripotente toestand. De cel bevat genetische informatie die identiek is aan de gedoneerde lichaamscel. Nadat de cel is gestimuleerd om zich te gaan delen, zal zich onder de juiste omstandigheden een embryo ontwikkelen. Stamcellen kunnen 5 tot 6 dagen later worden geëxtraheerd en voor onderzoek worden gebruikt.

## Herprogrammering
Genomische herprogrammering is het belangrijkste biologische proces achter celkernoverdracht. Momenteel zijn niet-geïdentificeerde herprogrammeringsfactoren aanwezig in oöcyten in staat een cascade van gebeurtenissen op gang te brengen die de volwassen, gespecialiseerde cel terug kan zetten naar een ongedifferentieerde, embryonale staat. Aangenomen wordt dat deze factoren voornamelijk eiwitten van de celkern zijn.